# Botokuden

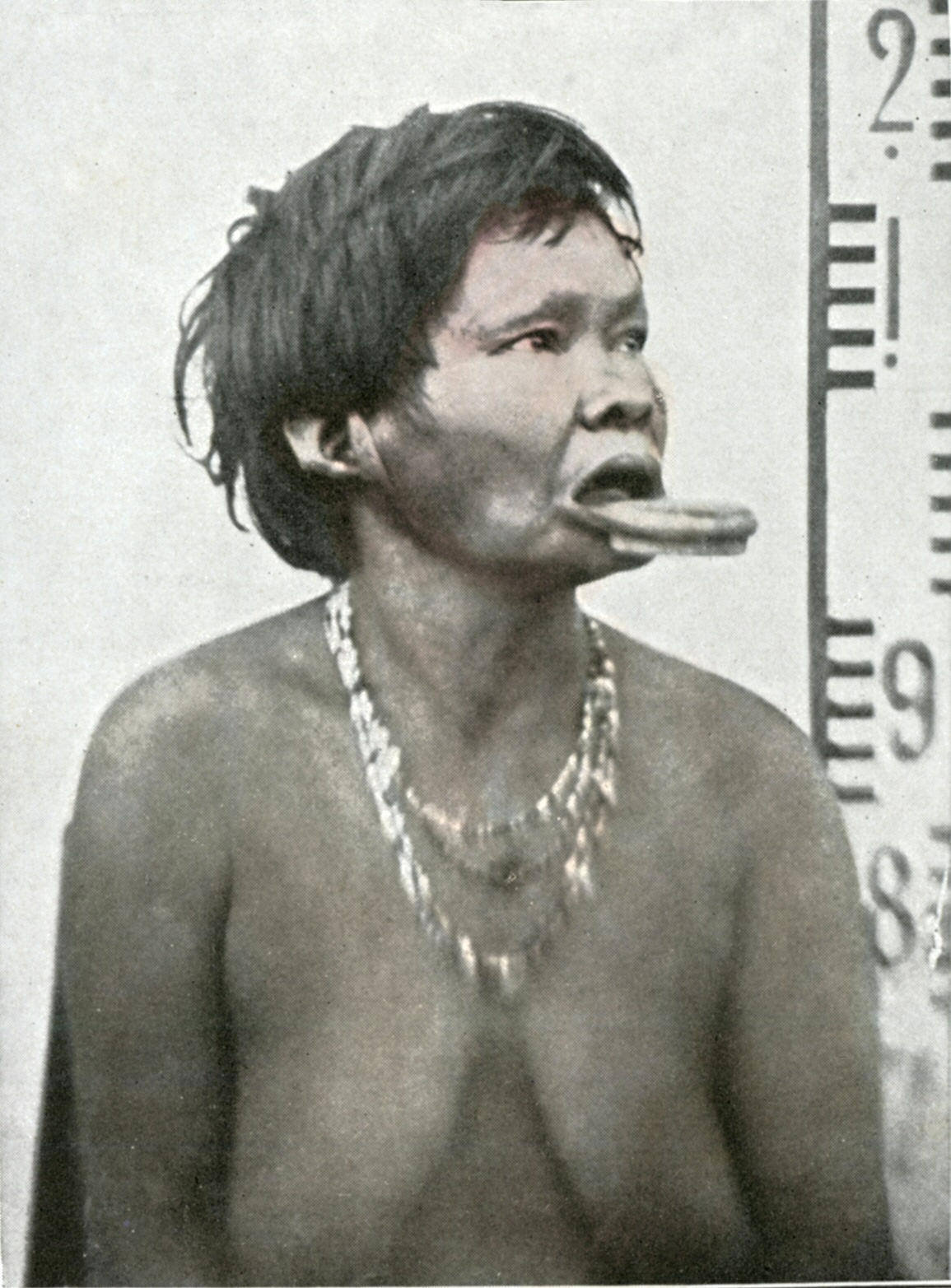
Botokudenfrau mit Lippenteller (circa 1900)

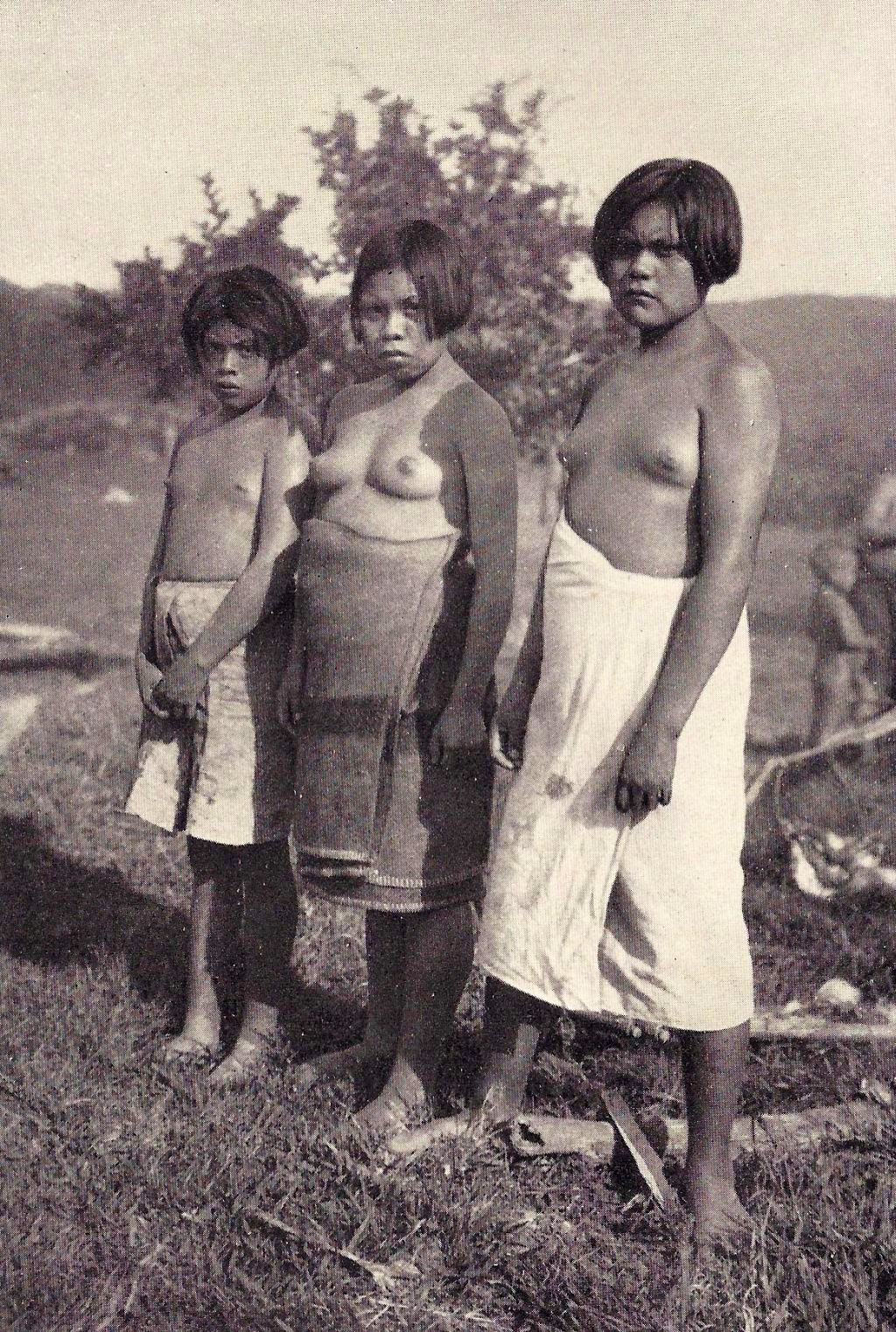
Botokuden-Mädchen (1928)

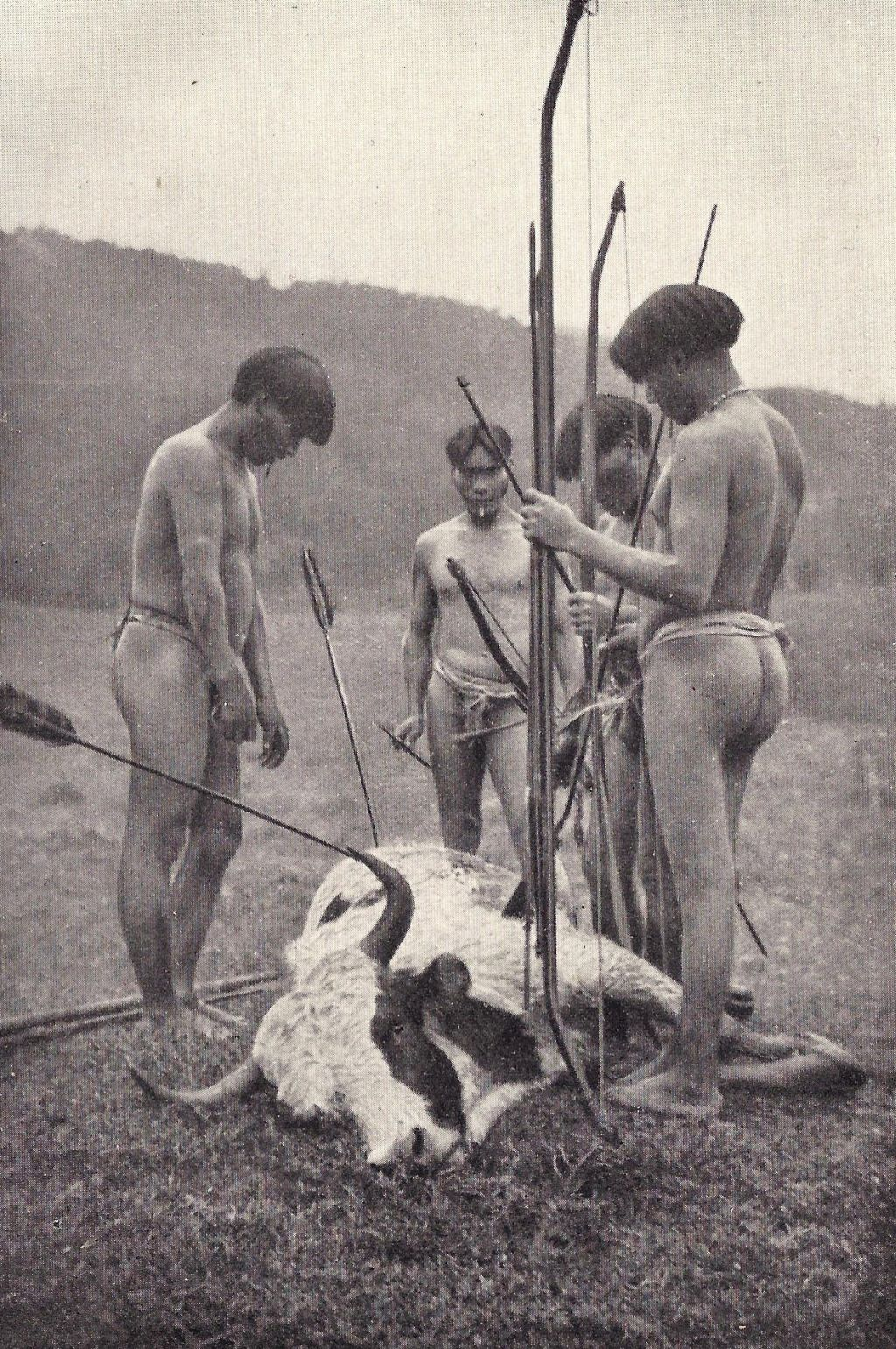
Botokuden auf der Jagd (die Beute ist ein Hausrind, 1928)

Aymoré oder Botokuden (portugiesisch: botocudos, abgeleitet von botoque = Holzpflock, Faßspund) ist die historische Bezeichnung für Indianer, die in den Wäldern des südöstlichen Brasilien, hauptsächlich auf dem Gebiet des Bundesstaates Minas Gerais, lebten. Die gegenwärtigen Bezeichnungen lauten Krenak (auf Portugiesisch: Crenaques) oder Borun. Ihre Sprache und der Nachname der Mitglieder heißen ebenfalls Krenak. Die Zahl der Mitglieder betrug 2011 nach unterschiedlichen Angaben 600 oder 1000 Personen. Das prominenteste Mitglied war im 19. Jahrhundert Joachim Quäck (eigentlich Nuguäck).
Die Bezeichnung Botokuden leitet sich von dem unter einigen Indianerstämmen verbreiteten Brauch des Tragens von Lippentellern ab. Später wurde der Begriff jedoch generisch für alle Indianer Brasiliens verwandt, die sich der Zentralregierung bzw. den europäischen Kolonisten widersetzten.

## Geschichte
Ursprünglich lebten die Botokuden als Jäger und Sammler in Gruppen von 50 bis 200 Mitgliedern. Zu Beginn des 19. Jahrhunderts kam es zunächst zu schweren kriegerischen Auseinandersetzungen mit vordringenden europäischen Siedlern und später dann zu Verfolgung und Diskriminierung, die praktisch zu ihrer Ausrottung führten.
2007 lebten laut Microsoft Encarta noch etwa 2000 Nachfahren der Botokuden meist als Bauern unter der Landbevölkerung. Laut Jimmie Durham betrug die Mitgliederzahl im Jahr 2012 nur 600 Personen.
Ihre Sprache und Kultur sind fast völlig ausgestorben.
Umgangssprachlich wird das Wort Botokuden auch als abwertendes Synonym für eine ungebildete Person mit schlechtem Benehmen verwandt.